# Pseudoplesiops typus
Pseudoplesiops typus is een straalvinnige vissensoort uit de familie van dwergzeebaarzen (Pseudochromidae). De wetenschappelijke naam van de soort is voor het eerst geldig gepubliceerd in 1858 door Pieter Bleeker.